# Élie Lacoste
Élie Lacoste (Montignac, 18 settembre 1745 – Montignac, 26 novembre 1806) è stato un politico francese attivo durante la Rivoluzione francese.
Da non confondere con il suo omonimo Jean-Baptiste Lacoste, anch'egli deputato alla Convenzione nazionale, eletto nel dipartimento del Cantal.

## Biografia
Medico, come suo padre e il suo bisnonno, esercitava la professione a Montignac. Favorevole alle idee rivoluzionarie, fu coinvolto in un duello durante il quale uccise un gentiluomo del Périgord. Nel 1789 divenne amministratore del dipartimento della Dordogna.

## Mandato alla Legislatura
Con l’entrata in vigore della Costituzione del 3 settembre 1791, la Francia divenne una monarchia costituzionale.
Lacoste fu eletto deputato del dipartimento della Dordogna alla Assemblea legislativa, risultando il sesto su dieci eletti. Sedeva nei banchi della sinistra. Nel febbraio 1792 votò a favore dell’incriminazione del ministro della Marina, Bertrand de Molleville. Nell’aprile successivo votò affinché i soldati del reggimento di Châteauvieux, che si erano ammutinati durante l'affare di Nancy, fossero accolti con onore all’Assemblea. Nell’agosto dello stesso anno votò per l’incriminazione del marchese di La Fayette.

## Mandato alla Convenzione
La monarchia fu abolita dopo l’insurrezione del 10 agosto 1792, quando i federati bretoni e marsigliesi, insieme agli insorti dei sobborghi parigini, presero il Palazzo delle Tuileries. Luigi XVI fu sospeso e incarcerato con la famiglia nella Torre del Tempio.
Élie Lacoste fu rieletto deputato della Dordogna alla Convenzione nazionale, risultando il terzo su dieci. Sedette nei banchi della Montagna. Durante il processo a Luigi XVI votò a favore della condanna a morte, contro il ricorso al popolo e contro la sospensione dell’esecuzione.
Nel 1793 fu assente durante le votazioni sull’incriminazione di Jean-Paul Marat (aprile) e sul ripristino della Commissione dei Dodici (maggio).
L’8 marzo 1793, insieme a Jean-Baptiste Bô, fu inviato in missione presso la sezione dei Diritti dell’Uomo a Parigi. Il giorno successivo, con Jean-Bon Saint-André, fu inviato nei dipartimenti della Dordogna e del Lot per accelerare la leva di massa decretata a febbraio. Nel luglio dello stesso anno fu in missione nei dipartimenti dell’Aisne, delle Ardenne, dell’Oise, del Nord, della Senna Inferiore e della Somme.
Nel 1793 entrò nel Comitato di Sicurezza Generale, dove si occupò del lavoro di polizia, ma rifiutò di gestire l’approvvigionamento di Parigi dichiarandosi incompetente in materia.
Il 13 brumaio anno II (3 novembre 1793), fu inviato con decreto alle armate del Reno e della Mosella insieme a Ehrmann, Marc Antoine Baudot e Lémane. Partecipò alla battaglia di Kaiserslautern e si oppose a Saint-Just, Le Bas e altri commissari della Convenzione giunti successivamente, poiché aveva nominato Lazare Hoche comandante in capo delle due armate riunite, mentre i suoi colleghi preferivano Jean-Charles Pichegru. Tornò a Parigi con Baudot il 25 nivôse anno II (14 gennaio 1794), ma fece ritorno al fronte poco dopo. L’8 pluviôse (27 gennaio), a Strasburgo, i due adottarono un decreto per requisire 30.000 paia di scarpe e 3.000 mantelli per rifornire le truppe.
Durante la caduta di Robespierre, il 9 termidoro anno II, attaccò Maximilien de Robespierre e chiese l’arresto di Georges Couthon e Louis Antoine Léon de Saint-Just, pur senza accusare i membri della Comune di Parigi. Avendo difeso alcuni ex membri dei comitati, fu arrestato il 1º pratile anno III (20 maggio 1795), ma fu amnistiato il 4 brumaio.

## Ritorno alla vita privata
Conclusa la sua carriera politica, Élie Lacoste tornò a esercitare la medicina nella sua città natale, Montignac, dove morì nel 1806.